# Campeonato Mundial de Natação em Piscina Curta de 2012 - 200 m medley masculino
A prova dos 200 metros nado medley masculino do Campeonato Mundial de Natação em Piscina Curta de 2012 foi disputado em 14 de dezembro em Istambul  na Turquia.

## Recordes
Antes desta competição, os recordes mundiais e do campeonato nesta prova eram os seguintes:
|       | Nome        | Nacionalidade  | Tempo   | Local | Data                   |
| ----- | ----------- | -------------- | ------- | ----- | ---------------------- |
| WR CR | Ryan Lochte | Estados Unidos | 1:50.08 | Dubai | 17 de dezembro de 2010 |

## Medalhistas
| Ouro              | Prata            | Bronze            |
| Ryan Lochte (USA) | Daiya Seto (JPN) | László Cseh (HUN) |

## Resultados

### Eliminatórias
As eliminatórias ocorreram dia 14 de dezembro.
| Colocação | Bateria | Raia | Nome                             | Tempo   | Notas |
| --------- | ------- | ---- | -------------------------------- | ------- | ----- |
| 1         | 4       | 4    | Ryan Lochte (USA)                | 1:53.31 | Q     |
| 2         | 6       | 5    | Kenneth To (AUS)                 | 1:53.57 | Q     |
| 3         | 6       | 4    | Daiya Seto (JPN)                 | 1:54.41 | Q     |
| 4         | 5       | 4    | László Cseh (HUN)                | 1:54.50 | Q     |
| 5         | 4       | 3    | Conor Dwyer (USA)                | 1:54.67 | Q     |
| 6         | 5       | 2    | Simon Sjödin (SWE)               | 1:54.90 | Q, NR |
| 7         | 6       | 6    | Diogo Carvalho (POR)             | 1:55.14 | Q     |
| 8         | 5       | 5    | Kosuke Hagino (JPN)              | 1:55.41 | Q     |
| 9         | 4       | 5    | Gal Nevo (ISR)                   | 1:55.72 |       |
| 10        | 6       | 3    | Travis Mahoney (AUS)             | 1:55.98 |       |
| 11        | 4       | 1    | Jan Świtkowski (POL)             | 1:56.16 |       |
| 12        | 4       | 6    | Dávid Verrasztó (HUN)            | 1:56.22 |       |
| 13        | 4       | 0    | Liu Weijia (CHN)                 | 1:56.64 |       |
| 14        | 5       | 1    | Aleksey Derlyugov (UZB)          | 1:57.51 |       |
| 15        | 5       | 8    | Andreas Vazaios (GRE)            | 1:57.90 |       |
| 16        | 4       | 7    | Jakub Maly (AUT)                 | 1:57.98 |       |
| 17        | 6       | 7    | Daniel Skaaning (DEN)            | 1:58.07 |       |
| 18        | 3       | 5    | Lukas Räuftlin (SUI)             | 1:58.09 | NR    |
| 19        | 4       | 2    | Pavel Sankovich (BLR)            | 1:58.21 |       |
| 20        | 6       | 2    | Dmitry Zhilin (RUS)              | 1:58.24 |       |
| 21        | 5       | 0    | Roberto Pavoni (GBR)             | 1:58.36 |       |
| 22        | 6       | 0    | Michal Poprawa (POL)             | 1:58.38 |       |
| 23        | 5       | 7    | Yury Suvorau (BLR)               | 1:58.43 |       |
| 24        | 3       | 2    | Jake Tapp (CAN)                  | 1:58.45 |       |
| 25        | 5       | 6    | Viatcheslav Andrusenko (RUS)     | 1:58.69 |       |
| 26        | 4       | 8    | Michael Meyer (RSA)              | 1:59.45 |       |
| 27        | 5       | 3    | Thiago Simon (BRA)               | 1:59.68 |       |
| 28        | 6       | 9    | Ieuan Lloyd (GBR)                | 1:59.90 |       |
| 29        | 6       | 8    | Taki M'Rabet (TUN)               | 1:59.92 |       |
| 30        | 6       | 1    | Victor Bromer (DEN)              | 1:59.95 |       |
| 31        | 3       | 4    | Christoph Meier (LIE)            | 2:01.25 | NR    |
| 32        | 3       | 1    | Quah Zheng Wen (SIN)             | 2:02.43 | NR    |
| 33        | 5       | 9    | Vasilii Danilov (KGZ)            | 2:03.26 |       |
| 34        | 3       | 6    | Ayman Klzie (SYR)                | 2:03.89 |       |
| 35        | 3       | 7    | Jean Luis Gómez (DOM)            | 2:04.18 |       |
| 36        | 3       | 3    | Pang Sheng Jun (SIN)             | 2:04.30 |       |
| 37        | 3       | 8    | Agnishwar Jayaprakash (IND)      | 2:05.62 |       |
| 38        | 2       | 5    | Eliebenezer San Jose Wong (MNP)  | 2:05.84 |       |
| 39        | 4       | 9    | Ng Chun Nam Derick (HKG)         | 2:06.05 |       |
| 40        | 1       | 8    | Wu Peng (CHN)                    | 2:06.99 |       |
| 41        | 1       | 2    | Charles Alexander Keller (PAN)   | 2:07.30 |       |
| 42        | 2       | 4    | Colin Bensadon (GIB)             | 2:07.88 |       |
| 43        | 2       | 3    | Arvind Mani (IND)                | 2:08.77 |       |
| 44        | 2       | 9    | Awse Ma'aya (JOR)                | 2:09.34 |       |
| 45        | 2       | 2    | Joaquin Sepulveda (CHI)          | 2:09.35 |       |
| 46        | 3       | 0    | Quinton Delie (NAM)              | 2:10.05 |       |
| 47        | 2       | 6    | Ameer Adnan Ali (IRQ)            | 2:14.07 |       |
| 48        | 3       | 9    | Obaid Al-Jasmi (UAE)             | 2:14.14 |       |
| 49        | 2       | 8    | Kensuke Kimura (MNP)             | 2:16.17 |       |
| 50        | 1       | 4    | Erdenemunkh Demuul (MGL)         | 2:18.00 |       |
| 51        | 1       | 5    | Omar Omar (QAT)                  | 2:19.96 |       |
| 52        | 2       | 0    | Bakr Salam Ali (IRQ)             | 2:21.56 |       |
| 53        | 1       | 3    | Franc Aleksi (ALB)               | 2:30.34 |       |
| 54        | 1       | 6    | Jamal Tamasese (SAM)             | 2:39.65 |       |
| 55        | 2       | 1    | Mathieu Marquet (MRI)            | DSQ     |       |
| 56        | 1       | 1    | Luis Rafael Rojas Martinez (VEN) | DNS     |       |
| 56        | 1       | 7    | Pavel Naroskin (EST)             | DNS     |       |
| 56        | 2       | 7    | Jordan Augier (LCA)              | DNS     |       |

### Final
A final teve sua disputa realizada em 14 de dezembro.
| Colocação         | Raia | Nome           | Nacionalidade  | Tempo   | Notas |
| ----------------- | ---- | -------------- | -------------- | ------- | ----- |
| Medalha de ouro   | 4    | Ryan Lochte    | Estados Unidos | 1:49.63 | WR    |
| Medalha de prata  | 3    | Daiya Seto     | Japão          | 1:52.80 |       |
| Medalha de bronze | 6    | László Cseh    | Hungria        | 1:52.89 |       |
| 4                 | 5    | Kenneth To     | Austrália      | 1:53.42 |       |
| 5                 | 2    | Conor Dwyer    | Estados Unidos | 1:53.99 |       |
| 6                 | 8    | Kosuke Hagino  | Japão          | 1:54.08 |       |
| 7                 | 1    | Diogo Carvalho | Portugal       | 1:55.63 |       |
| 8                 | 7    | Simon Sjödin   | Suécia         | 1:56.31 |       |

Legenda
| Recorde mundial       | Recorde mundial (World record)               |                       | Recorde africano                      | Recorde africano (African) |                                           | Q | Classificado por posição (Qualified) |
| Recorde do campeonato | Recorde do campeonato (Championship record)  | Recorde da América    | Recorde da América (Americas)         | q                          | Classificado por melhor tempo (Qualified) |   |                                      |
| Melhor marca do ano   | Melhor marca do ano (World leading)          | Recorde asiático      | Recorde asiático (Asian)              | DNS                        | Não largou (Did not start)                |   |                                      |
| Recorde nacional      | Recorde nacional (National record)           | Recorde europeu       | Recorde europeu (European)            | DNF                        | Não terminou (Did not finish)             |   |                                      |
| Recorde pessoal       | Recorde pessoal do atleta (Personal best)    | Recorde da Oceania    | Recorde da Oceania (Oceania)          | DSQ / DQ                   | Desclassificado (Disqualified)            |   |                                      |
| Recorde da temporada  | Recorde da temporada do atleta (Season best) | Recorde sul-americano | Recorde sul-americano (South America) | NM                         | Sem marca (No mark)                       |   |                                      |